# Салпингидис, Димитрис
Дими́трис Салпинги́дис (греч. Δημήτρης Σαλπιγγίδης; 18 августа 1981, Салоники) — греческий футболист, нападающий.

## Карьера
Профессиональную карьеру начал в 1999 году в клубе ПАОК, за который болел с детства. В том же году, для раскрытия потенциала и набора опыта, молодой Димитрис Салпингидис был отдан клубом в аренду в команду «Лариса» (за которую сыграл всего 7 матчей), а позже, в 2000 году, также на правах аренды перешёл в клуб «Кавала» из одноимённого греческого города. В 2002 году вернулся в родной ПАОК, в котором играл до 2006 года, забив 55 мячей и став в последнем для себя сезоне в составе этого клуба лучшим бомбардиром чемпионата Греции.
16 августа 2006 года перешёл в «Панатинаикос», а ПАОК за его трансфер не только получил 1,8 млн евро, но ещё и дополнительно трёх игроков, в итоге, общая сумма сделки оценивается в 5 млн евро. Уже через 4 дня после перехода, 20 августа, в первом же матче в составе «Панатинаикоса», сделал хет-трик, забив три мяча в ворота клуба «Эгалео».
В составе национальной сборной Греции играл с 2005 года. Участник чемпионата Европы 2008 года.
В ноябре 2009 года Салпингидис забил единственный гол в 2 стыковых матчах со сборной Украины за право выхода на чемпионат мира 2010 в ЮАР (0:0 в Афинах и 0:1 в Донецке), благодаря чему сборная Греции во второй раз в своей истории пробилась на чемпионат мира. Этот мяч стал лишь 3-м для форварда в 33 матчах за сборную.
Забил первый гол сборной Греции на чемпионатах мира по футболу. 8 июня 2012 года забил первый гол греков на Евро 2012 в матче открытия турнира против Польши. Матч завершился вничью со счетом 1:1,а 22 июня в четвертьфинале против Германии реализовал пенальти, но сборная Греции проиграла. Салпингидис стал лучшим бомбардиром сборной Греции на Евро-2012.

## Достижения
- Обладатель Кубка Греции (2): 2002/03, 2009/10
- Чемпион Греции: 2010
- Лучший бомбардир чемпионата Греции (1): 2005/06